# Miele

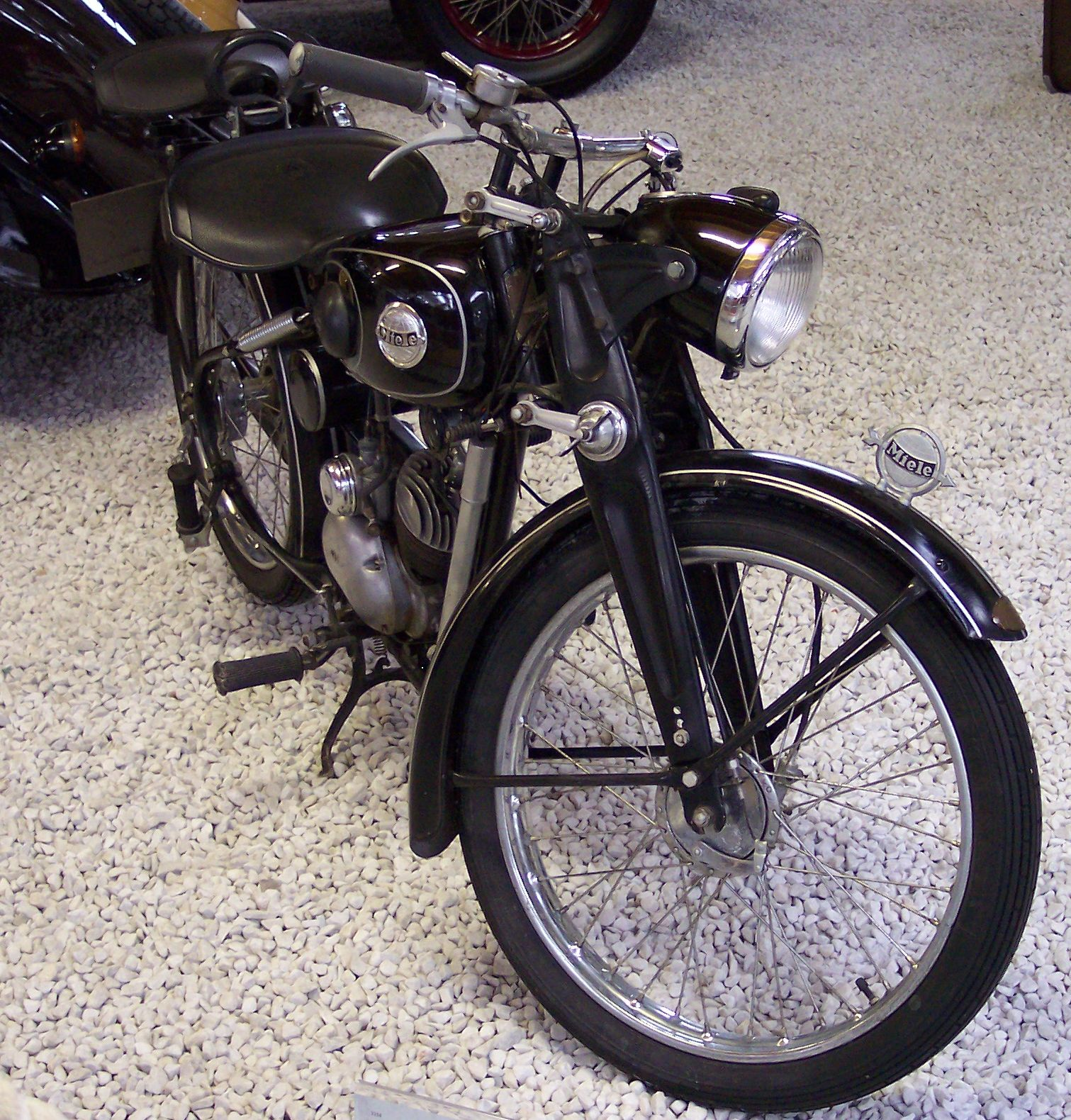
Motorfiets van Miele in het Technikmuseum Speyer

Miele is een Duitse machinefabriek, die vooral bekend werd als fabrikant van huishoudelijke apparatuur.

## Geschiedenis
Het Duitse bedrijf van Carl Miele en Reinhard Zinkann in Herzebrock (Noordrijn-Westfalen) was in 1899 begonnen met de productie van melkcentrifuges en botermachines. In 1907 verhuisde de fabriek naar het naburige Gütersloh, waar kort daarna ook Miele-automobielen werden gemaakt. Daarna fabriceerde de onderneming rijwielen.

### Motorfietsen
Miele produceerde in het verleden ook motorfietsen.
In 1931 ging Miele 74 cc Fichtel & Sachs-motors op de fietsen bouwen. Al snel kwamen er iets zwaardere (98 cc) blokjes en men maakte zelfs heren- en damesmodellen. Na 1945 48 cc volgden bromfietsen en lichte motorfietsen van 98-, 124- en 147 cc, eveneens met Fichtel & Sachs-tweetaktmotoren.
Miele behoorde in de jaren vijftig tot de grootste producenten van lichte motorfietsen in Duitsland. In 1960 werd de productie gestaakt om meer aandacht te kunnen geven aan de bouw van huishoudelijke apparaten zoals stofzuigers, koelkasten en wasmachines.

### Auto's
Miele produceerde tussen 1912 en 1914 ook auto's. Van de 125 exemplaren is er één bewaard gebleven, dat in 1996 werd teruggevonden in Noorwegen en sindsdien in het fabrieksmuseum (in Gütersloh) staat.

### Huishoudelijke apparatuur

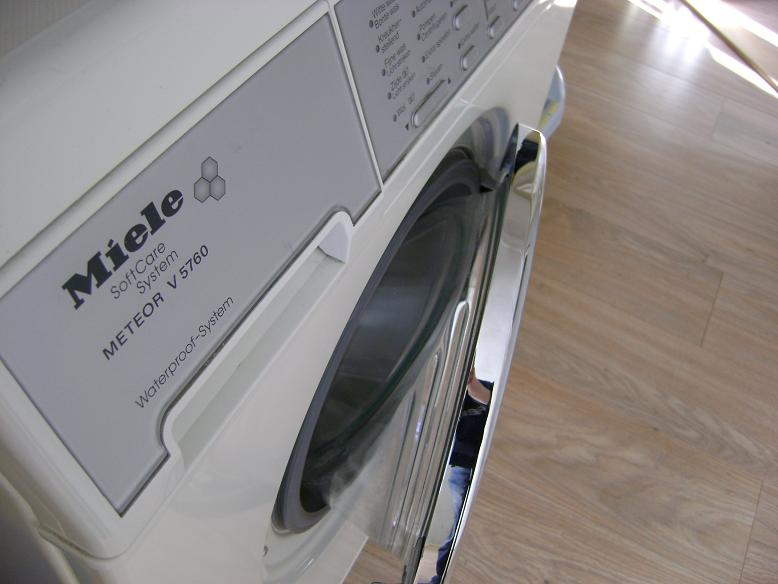
Wasmachine van Miele.

In België en Nederland is Miele met name bekend door zijn reclamespreuk: "Miele, er is geen betere", die bedacht was in 1955. Sinds begin 2014 gebruikt Miele echter op de Nederlandse radio en televisie zenders de Duitstalige slagzin: "Miele. Immer besser".
Het bedrijf had het (deels door testresultaten van de Nederlandse Consumentenbond bevestigde) imago van duurder dan gemiddeld maar kwalitatief beter en vooral: onverslijtbaar.
Vanaf 1990 was het Miele-concern via een bedrijfsovername ook nog enige tijd fabrikant van keukenmeubilair. De productie daarvan werd in 2005, na verkoop van dit bedrijfsonderdeel, gestaakt.